# راي تقية
راي تقية (بالإنجليزية: Ray Takeyh)‏ (1966 - ) هو باحث إيراني أمريكي في شؤون الشرق الأوسط.

## النشأة والمسيرة
ولد راي تقية في 1966 في طهران بإيران وحاز على الدكتوراة من جامعة أكسفورد في 1997.